# Riu Daymán
El Daymán és un riu uruguaià, que serveix de límit entre els departaments de Salto i Paysandú. Desemboca al Riu Uruguai.
Sobre les seves costes, en les proximitats de la ciutat de Salto, es troben les termes del mateix nom que constitueixen un centre turístic d'importància a la regió.